# زبان پالوله
زبان پالوله یکی از زبان‌های داردی است که در بخش چیترال خیبر پختونخوای پاکستان گویشورانی دارد. همچنین در یک روستای در افغانستان به نام سو نیز به لهجه‌ای از این زبان سخن رانده‌می‌شود.
روایت‌های بومی منطقه خاستگاه پالوله‌زبانان را چیلاس در کرانهٔ رود سند می‌شناساند. امروزه مردمان منطقهٔ چیلاس به زبان شینا سخن‌می‌گویند. از سال ۲۲۰۴ پالوله‌زبانان سازمانی را به نام انجمن ترقی پالوله بنیادنهاده‌اند که هدفش گسترش و تقویت زبان پالوله و پژوهش پیرامون فرهنگ قومیشان می‌باشد.
برای نگارش این زبان از الفبای فارسی یا اردو بهره‌می‌برند.